# Куклы (телепередача)
«Ку́клы» — развлекательная сатирическая телевизионная передача продюсера Василия Григорьева на острые темы актуальной российской политики. Выходила в эфир с 1994 по 2002 год на НТВ в прайм-тайм — вечером выходного дня. Производитель — телекомпания «DIXI-TV».

## Создание программы
В 1994 году продюсер Василий Григорьев купил у владельцев французской сатирической телепередачи «Les Guignols de l'info» (она выходила в эфир CANAL+ с 1988 по 2018 годы) право на производство в России. Примерно в это же время к тогдашнему генеральному директору НТВ Игорю Малашенко стали часто приходить люди, рассказывавшие ему о существовании таких кукольных шоу в Англии и Франции. Малашенко был готов одобрить идею о запуске программы на своём канале только после того, как он отсмотрит кассеты с записями аналогов, а Григорьев — получит соответствующую лицензию. Первые куклы для передачи сделал мастер-кукольник французского оригинала Ален Дюверн. Далее кукол для передачи стал изготавливать в России Андрей Дроздов.
Первые выпуски были неудачными, многократно переснимались и перемонтировались, но создатели никак не могли выработать собственный стиль. В декабре 1994 года со студии были украдены 4 куклы, каждая стоимостью около 6 тысяч долларов.
Принцип подачи материала появился случайно. В конце 1994 года планировался к выходу новогодний выпуск программы с безобидным юмором, но 11 декабря произошёл ввод российских войск в Чечню, и такой выпуск стал невозможен. Создатели решили экранизировать «Героя нашего времени» Лермонтова, и выпуск оказался неожиданно актуален и свеж. С этого момента и начинается пародийное использование классических сюжетов и текстов. На стадии запуска программы рассматривалось, что в ней не будет куклы действующего президента (ссылаясь на то, что смеяться над президентом страны — не в российских традициях), но уже через несколько выпусков от этой задумки отказались, и она была введена, что вызвало шок со стороны зрителей.
Каждый выпуск был построен, как правило, на обыгрывании популярных художественных произведений (от «Винни Пуха» до «Робинзона Крузо»), исторических событий (Великая французская революция, Великая Отечественная война и тому подобное) и личностей. При этом действующих лиц изображали латексные куклы, карикатурно напоминавшие тогдашних российских политиков, а каждый сюжет отображал актуальные на день выпуска политические реалии и конфликты. Иногда куклы политиков выступали в роли рядовых российских граждан, изредка — в роли непосредственно самих политиков, без аллегорий. Некоторые сюжеты обыгрывались дважды.
Первый эфир программы состоялся 19 ноября 1994 года без предварительного упоминания в программах передач. Выпуски длились по 10-13 минут, кроме некоторых новогодних выпусков продолжительностью около 30 минут. Всего было снято более 360 эпизодов.
- Выпуски не были пронумерованы. Единственное упоминание о номере имел выпуск «Жизнь казачья», где показывалась надпись «Вы смотрите 100-й выпуск программы „Куклы“. Поздравляем всех, кто нас любит». Кроме этого, был назван 300-м по счёту выпуск без названия, эпизод которого можно охарактеризовать как «Праздничный итоговый вечер с куклами». В диалогах прозвучало следующее: «Добрый вечер. Сегодня в „Итогах“: 1 год Владимира Владимировича; 10 лет программы „Итоги“; 200 лет праздника дураков, 1 апреля; но, прежде всего, 300-й, юбилейный выпуск программы „Куклы“».
- Название выпуска, как правило, стояло в начале выпуска, редко — в конце, но некоторые выпуски были без названия.
- Все выпуски (за исключением 303-го «Открытые письма, или Пошла писать губерния», вышедшего 15 апреля 2001 года — спустя день после захвата НТВ) завершались демонстрацией титров с указанием съёмочной группы и актёров озвучивания.
- Передача выходила каждое воскресенье вечером (до 25 октября 1998 года — каждую субботу) с повтором в понедельник утром, за исключением некоторого времени летом, когда программа уходила в отпуск. В это время демонстрировались старые выпуски передачи, перед которыми кратко излагались политические события на момент выхода выпуска.
- Выпуски состояли из одной части. Исключением были «Десять негритят», «Зимняя сказка», «Что? Где? Когда?» и «Кин-дза-дза», которые состояли из двух частей.
- Ряд выпусков был объединён общей сюжетной линией, хотя каждый отдельный являлся законченным произведением (выпуски «Коробочка», «Нос», «Ноздрёв»). Они предусматривали продолжение (в титрах была надпись «продолжение следует»), но его не последовало.

Программа была настолько популярной, что кукольных персонажей пригласили на предвыборный выпуск программы «Поле чудес», вышедший 14 июня 1996 года, накануне первого тура президентских выборов. Куклы использовали для рекламных кампаний в 1997—1998 году, например, для агитации молодёжи и привлечения к учёбе в институте «Современный Гуманитарный Университет». Появился анекдот: «Плохо, когда президент в программе „Куклы“ выглядит лучше, чем в программе „Вести“».
31 декабря 1998 года на канале НТВ не показывалась оригинальная видеозапись поздравления президента — вместо этого с новогодним обращением к россиянам из студии «Россия» выступила кукла Бориса Ельцина.
В одном из своих обращений к нации Борис Ельцин, говоря о заслугах Юрия Лужкова («этот человек в кожаной кепке облазил всю Москву»), в качестве подтверждения его популярности назвал и тот факт, что его уменьшенная копия используется в программе «Куклы». Фраза «Этот человек в кожаной кепке облазил всю Москву» была включена и в один из выпусков программы «Куклы».
В феврале 2016 года «Ельцин Центр» в Екатеринбурге приобрёл права на программу «Куклы» c планом оцифровки выпусков, их перевода на цифровые носители и продажи посетителям. Вышел только один CD из серии «Куклы. Избранное», на котором можно просмотреть лучшие выпуски 1995 года.

## Создатели
Сценаристами первых выпусков выступали Виктор Шендерович, которого Василию Григорьеву порекомендовал известный сатирик и драматург Григорий Горин, и Ефим Смолин (начиная с 7 выпуска сценаристом был преимущественно Шендерович); режиссёрами-постановщиками попеременно Василий Пичул и директор студии «Dixi» Александр Левин. Позже в роли регулярных сценаристов выступали также журналист Алексей Винокуров, драматург Гор Николаев, Исаак Фридберг, Иван Киасашвили, Григорий Любомиров (последний был также режиссёром), Наталия Белюшина, Карен Газарян, Зоя Кудря.
В разное время персонажей озвучивали актёры Борис Шувалов (с 1994 по 2002), Михаил Грушевский (с 1994 по 1995), Алексей Кузнецов (с 1994 по 1996), Александр Груздев (с 1995 по 2002), Сергей Безруков (с 1995 по 1999), Владислав Маленко (с 1995 по 1998; 359, 360, 362 и 363 выпуски), Василий Стоноженко (с 1996 по 2002), Игорь Христенко (с 1999 по 2002). В озвучке также принимали участие Юлия Рутберг (1 выпуск), Александр Резалин (1 выпуск), Алексей Егоров и Ирина Борисова (1-6 выпуски), Юрий Авшаров (5 выпуск), Фёдор Степанов (9 выпуск), Татьяна Федюшина (24 выпуск), Алексей Колган (24 выпуск), Владимир Завикторин (62 выпуск), Любовь Богачёва (163 выпуск), Наталья Белюшина (289 выпуск), кукольник программы Алексей Власов (321, 362 и 363 выпуски) и др.
Актёр Сергей Безруков в программе озвучивал огромное количество персонажей, среди которых были Борис Ельцин, Михаил Горбачёв, Владимир Жириновский, Геннадий Зюганов, Григорий Явлинский, Анатолий Куликов и т. д. В 1999 году Сергей ушёл из передачи под предлогом того, что ему это уже неинтересно и из «Кукол» он вырос. На смену Безрукову пришёл пародист Игорь Христенко и далее вышеперечисленных персонажей озвучивал он, а Жириновского — Борис Шувалов.
Бессменный музыкальный оформитель и композитор передачи — Алексей Шелыгин. В качестве музыки для первой заставки передачи использовались композиции Херби Хэнкока «Obsession» и «Perfect Machine» из альбома «Perfect Machine» (1988). Для оформления более поздней заставки (1998—2002) была использована стоковая музыка из американской библиотеки (C Standring — Jungle Mix).
Было 2 разных вида видеозаставки. Второй (более поздний) вид заставки содержал рекламу.

## Сценарии
Сценарии, написанные Шендеровичем, выходили в книгах, но имеются небольшие отличия между текстами некоторых сценариев и текстами вышедших программ.
- Шендерович В. Куклы. — М.: Вагриус, 1996. — 304 с. — ISBN 5-7027-0280-8
- Шендерович В. Куклы-2. — М.: Вагриус, 1998. — 304 с. — ISBN 5-7027-0533-5

## Персонажи
- Роман Абрамович
- Виктор Анпилов
- Кофи Аннан
- Дмитрий Аяцков
- Михаил Барсуков
- Борис Березовский[51]
- Леонид Брежнев
- Джордж Буш-младший
- Александр Вешняков
- Александр Волошин
- Егор Гайдар
- Виктор Геращенко
- Михаил Горбачёв
- Раиса Горбачева
- Павел Грачёв
- Герман Греф
- Борис Грызлов
- Абдул-Рашид Дустум
- Татьяна Дьяченко
- Борис Ельцин[52]
- Виктор Ерин
- Владимир Жириновский
- Ахмед Закаев
- Геннадий Зюганов
- Сергей Иванов
- Кирсан Илюмжинов
- Владимир Каданников
- Михаил Касьянов
- Сергей Кириенко
- Филипп Киркоров
- Евгений Киселёв[53]
- Билл Клинтон[54]
- Иосиф Кобзон
- Андрей Козырев
- Александр Коржаков
- Наташа Королёва
- Вячеслав Костиков
- Алексей Кудрин
- Анатолий Куликов
- Леонид Кучма
- Александр Лебедь
- Владимир Ленин
- Александр Лившиц
- Юрий Лужков
- Александр Лукашенко
- Алексей Миллер
- Нурсултан Назарбаев
- Борис Немцов
- Игорь Николаев
- Валерия Новодворская
- Кристина Орбакайте
- Глеб Павловский[55]
- Патрушев Николай Платонович
- Аугусто Пиночет
- Владимир Пресняков-младший
- Евгений Примаков
- Алла Пугачёва
- Владимир Путин
- Салман Радуев
- Игорь Родионов
- Владимир Рушайло
- Иван Рыбкин
- Николай Рябов
- Геннадий Селезнёв
- Игорь Сергеев
- Юрий Скуратов
- Александр Солженицын
- Иосиф Сталин
- Сергей Степашин
- Егор Строев
- Лев Толстой
- Аман-Гельды Тулеев
- Владимир Устинов
- Святослав Федоров
- Николай Фоменко
- Зигмунд Фрейд
- Никита Хрущёв
- Саддам Хусейн
- Зураб Церетели
- Василий Чапаев
- Виктор Черномырдин
- Анатолий Чубайс
- Минтимер Шаймиев
- Василий Шандыбин[56]
- Арнольд Шварценеггер
- Эдуард Шеварднадзе
- Сергей Шойгу
- Герхард Шрёдер
- Григорий Явлинский
- Дмитрий Якушкин
- Сергей Ястржембский
- Владимир Яковлев

Кроме того, были некоторые неидентифицированные персонажи, используемые для изображения людей вообще, а также куклы свиньи, козла, кота и собаки (серия «Собачье сердце-история болезни»). Лица людей, не являющихся вышеперечисленными персонажами, никогда не показывались. Исключение составляют отрывки из художественных фильмов, включенные в выпуски. Для некоторых персонажей было выпущено несколько кукол, отличающихся друг от друга, например, 9 кукол Ельцина, 3 — Путина, 3 — Жириновского, 2 — Примакова, 3 — Явлинского и т. д. Некоторые персонажи участвовали в программах всего 1 раз.

## Производство
Еженедельный цикл начинался с написания сценария, который должен был быть готов к утру понедельника после выхода предыдущей программы (обычно она выходила в эфир вечером субботы или воскресенья). Сценарий голосами политиков озвучивали актёры в звукозаписывающей студии, после чего съёмочная команда с кукловодами приступала к съёмкам визуального ряда. Тщательно следили, чтобы артикуляция и движения кукол совпадали с фонограммой, а за куклами не было видно кукловодов (но в некоторых выпусках кукловоды видны).
После съёмок программа монтировалась, при необходимости (изменении политической конъюнктуры) текст переписывался и переозвучивался под уже готовый визуальный ряд, причём как отдельными репликами, так и с перестройкой сюжета. Один из случаев интенсивной перекройки сценария под готовый видеоматериал — период выборов нового премьер-министра Правительства России с 7 по 11 сентября 1998 года, когда под каждую из четырёх потенциальных кандидатур к третьему выдвижению президентом на этот пост (Юрий Лужков, Виктор Черномырдин, Юрий Маслюков, Евгений Примаков) был написан отдельный сценарий.

## Список серий

### 1994
1. Куклы-ТВ (19.11)

### 1995
2. Старый-новый год (07.01)

3. Итоги и другие ТВ передачи (14.01)

4. Синдбад-мореход (21.01)

5. Гамлет (28.01)

6. Моцарт и Сальери (11.02)

7. Телепатруль (25.02)

8. Концерт кремлёвской самодеятельности (11.03)

9. Отелло (18.03)

10. А мне ситуация в России нравится! (25.03)

11. Фауст (01.04)

12. Москва — Россия (08.04)

13. Царь Султан (15.04)

14. Три песни о Ленине (22.04)

15. Дон Кихот и его телохранитель (29.04)

16. Будка гласности (06.05)

17. Восток — дело тонкое (13.05)

18. Робинзон Крузо (20.05)

19. Алкогольная фантазия (27.05)

20. Горе от ума (03.06)

21. По поводу путешествия Президента на вертолёте в совхоз (10.06)

22. Шамиль Басаев, говори громче (24.06)

23. Вредные советы (01.07)

24. На дне (08.07)

25. Бастилия (15.07)

26. Не тяни за резину! (Суд) (02.09)

27. Про грибы (09.09)

28. Ком-мутация (16.09)

29. Выборы, или Как бы это делалось в Одессе (23.09)

30. Собаки Баскервиля (30.09)

31. Октябрь (07.10)

32. Элен и её ребята (14.10)

33. Кровь, пот и выборы (21.10)

34. Осенний призыв (04.11)

35. Записки сумасшедшего (11.11)

36. Сбор подписей (18.11)

37. Братья Раскольниковы (25.11)

38. Спиритический сеанс (02.12)

39. Женитьба (09.12)

40. Из жизни рабочих (16.12)

41. Репетиция оркестра (23.12)

42. Тарелка (30.12)

43. Пять минут (новогодний спецвыпуск) (31.12)

### 1996
44. Воспоминание о будущем (06.01)

45. Джентльмены удачи (13.01)

46. Великие комбинаторы (20.01)

47. Заложники (27.01)

48. Как прокуратор пытался спасти выборы (03.02)

49. Чукотские истории (10.02)

50. Борис Годунов (17.02)

51. Римские каникулы (24.02)

52. Акулы пера (02.03)

53. О коррупции (09.03)

54. Галатея (16.03)

55. Денонсация (23.03)

56. Божественная комедия (30.03)

57. Эротический выпуск (06.04)

58. Три сестры (13.04)

59. Встреча «Большой семёрки» (20.04)

60. Единый кандидат от демократов (27.04)

61. Игра в карты на пейзаж (04.05)

62. Имиджмейкер (11.05)

63. Наши слёзы в небесах (18.05)

64. В Чечню, в Чечню… (25.05)

65. Весенний призыв, или Как дожить до 2000 года (01.06)

66. В заповедных и дремучих… (08.06)

67. Одна ночь из жизни Ивана Тимофеевича (15.06)

68. Ночь после выборов (17.06)

69. Терминатор 1996 (22.06)

70. Бесконечное путешествие (25.06)

71. Из жизни ожидающих (29.06)

72. Закрытие сезона (06.07)

73. Июль, после выборов (13.07)

74. Вызываем огонь на себя (20.07)

75. Как Иван мир с бассурманами устанавливал (25.08)

76. Учиться, учиться и учиться (01.09)

77. Боже, храни короля (28.09)

78. Бензоколонка (05.10)

79. История болезней (12.10)

80. Вывод войск из Чечни, или За что выгнали Лебедя (19.10)

81. Товарищ, верь… (26.10)

82. Культпоход (02.11)

83. Принц и нищий (09.11)

84. Кремлины (16.11)

85. Зона (23.11)

86. Не могу молчать (30.11)

87. Дикий Запад (07.12)

88. Десять негритят, часть 1 (14.12)

89. Десять негритят, часть 2 (21.12)

90. Скупой рыцарь (28.12)

91. Новогоднее поздравление (спецвыпуск) (31.12)

92. В новый год с чистой совестью (31.12)

### 1997
93. Малыш и Карлсон (04.01)

94. Восточный гороскоп (11.01)

95. Обыкновенные люди (18.01)

96. По поводу инаугурации (25.01)

97. Зимняя сказка, часть 1 (01.02)

98. Зимняя сказка, часть 2 (08.02)

99. Витя и медведь (15.02)

100. Жизнь казачья (22.02)

101. Приехали! (01.03)

102. Пиковая дама (08.03)

103. Крёстные отцы и дети (15.03)

104. Ветхозаветные страдания (22.03)

105. Бориска в стране чудес (29.03)

106. Бориска в Зазеркалье (05.04)

107. Берегись автомобиля (12.04)

108. Коммуналка, коммуналка… (19.04)

109. Кулаки и комиссары (26.04)

110. Первый белорусский (03.05)

111. Шесть самураев (10.05)

112. Место встречи изменить нельзя (17.05)

113. Горько! (24.05)

114. Хлестаков (31.05)

115. Севильский цирюльник (07.06)

116. Сцены из французской жизни (14.06)

117. Трое в одной лодке, не считая пса (21.06)

118. Они сражались за Родину (28.06)

119. Весёлые ребята 2, или Главная песня о старом (05.07)

120. Весь этот балет… (12.07)

121. Поливалка (19.07)

122. Кин-дза-дза, часть 1 (26.07)

123. Кин-дза-дза, часть 2 (02.08)

124. Техосмотр—97 (09.08)

125. Проверки на дорогах (16.08)

126. Старик и море (23.08)

127. От заката до забора, или Криминальное чтиво (30.08)

128. Москва и москвичи (06.09)

129. Выкуп (13.09)

130. Что. Где. Когда, часть 1 (20.09)

131. Что. Где. Когда, часть 2 (27.09)

132. Воспоминания о Дэвиде Копперфильде (04.10)

133. Экипаж (11.10)

134. Иллюзия убийства (18.10)

135. Футболисты (25.10)

136. О сексуальном просвещении в школе (01.11)

137. Усмирение огня (08.11)

138. Кому на Руси жить хорошо (15.11)

139. Муму (22.11)

140. Колодец и маятник (29.11)

141. Крылья (06.12)

142. Зима в Москве (13.12)

143. Дискотека (20.12)

144. Россия во мгле (27.12)

145. «А может быть…» (новогодний выпуск) (31.12)

### 1998
146. Шарики (03.01)

147. Золотой эшелон (10.01)

148. Время кидал (17.01)

149. Реформа (правда об армии) (24.01)

150. Неофициальный визит (31.01)

151. Высокое доверие (07.02)

152. Таланты без поклонников (14.02)

153. Гуманитарная помощь (21.02)

154. Охотники за привидениями (28.02)

155. Танцплощадка (07.03)

156. Предпоследнее ПРОСТИ (14.03)

157. Титан и Ко (21.03)

158. Король Лир, вторая редакция (28.03)

159. Дембель-98 (04.04)

160. Окончанию срока подачи налоговых деклараций посвящается… (11.04)

161. Кухня (18.04)

162. На путях реформ (25.04)

163. Кабаре (01.05)

164. Большое ограбление (02.05)

165. Был месяц май (09.05)

166. Семнадцать мгновений весны (16.05)

167. Любовь к электричеству (23.05)

168. Стачка (30.05)

169. Акция протеста (06.06)

170. Полёты во сне и наяву (13.06)

171. Инвентаризация (20.06)

172. Пир вампиров (27.06)

173. Красная шапочка (04.07)

174. Чёрная магия (11.07)

175. Маленькая трагедия (18.07)

176. Малыш и Карлсон, который живёт на танке (25.07)

177. Мертвые души (01.08)

178. Манилов (08.08)

179. Коробочка (15.08)

180. Нос (22.08)

181. Ноздрев (29.08)

182. Рыбалка (05.09)

183. Кошмар на улице Вязов (12.09)

184. На войне как на войне (19.09)

185. Ирония судьбы (26.09)

186. Особенности национальной литературы (03.10)

187. Итоги (10.10)

188. Повесть временных лет (17.10)

189. Рынок (25.10)

190. Кремлёвские казаки (01.11)

191. Ленин в октябре (08.11)

192. Шикотан (15.11)

193. Инцидент (22.11)

194. Подвиги челюскинцев (06.12)

195. Второй день Ивана Денисовича (13.12)

196. Крестный отец (20.12)

197. Поклонение волхвов (27.12)

198. «Титаникъ» плывёт (31.12)

### 1999
199. Вытрезвитель (03.01)

200. Особенности национальной охоты (10.01)

201. Процесс (17.01)

202. Клиника (24.01)

203. Спасатель (31.01)

204. Уши (07.02)

205. Мёртвый сезон (14.02)

206. Боевая готовность (21.02)

207. Апокалипсис, но не сегодня (28.02)

208. Их борьба (14.03)

209. На восточном фронте без перемен (21.03)

210. Несекретные материалы: раздвоение личностей (28.03)

211. Огни небольшого города (04.04)

212. Югославия (11.04)

213. Броненосец в потёмках (18.04)

214. Мужчины на грани нервного срыва (25.04)

215. Дворец правосудия (02.05)

216. Остров сокровищ (16.05)

217. Хроники третьего Рима (23.05)

218. В городе Сочи темные ночи (30.05)

219. Гробовщик (06.06)

220. Наш Гулливер (13.06)

221. Наезд (20.06)

222. Телефон доверия (27.06)

223. Наши в Филадельфии (04.07)

224. Горячая точка (11.07)

225. Объединение с Белоруссией (18.07)

226. Конец света (25.07)

227. Третьим будешь (05.09)

228. Обманутый вкладчик (12.09)

229. Таракан (19.09)

230. Криминальная Россия (26.09)

231. Ночной дозор (03.10)

232. Марш ветеранов (10.10)

233. Сенатские слушания (17.10)

234. Осень патриарха (24.10)

235. Идите в баню (31.10)

236. Мумия (07.11)

237. Стена (14.11)

238. Начальник Чукотки или В ожидании Абрамовича (21.11)

239. К барьеру (28.11)

240. Совсем другой Мюнхгаузен (05.12)

241. Особенности национальной арифметики (12.12)

242. Про это (26.12)

### 2000
243. С новым счастьем (02.01)

244. Странная история доктора Джекила и мистера Хайда (16.01)

245. Покидая Лас-Вегас (23.01)

246. Крошка Цахес (30.01)

247. Минздрав предупреждает (06.02)

248. Декабристы (13.02)

249. Горячая линия (20.02)

250. Просто PR (27.02)

251. Однажды на Диком Западе (05.03)

252. Женский день (12.03)

253. Семь самураев (19.03)

254. Прямое включение (26.03)

255. Военно-патриотические игры (02.04)

256. Первая ночь (09.04)

257. Полтергейст (16.04)

258. Ленинским путём (23.04)

259. Новое платье короля (30.04)

260. Двадцать лет спустя (14.05)

261. Свобода слова (21.05)

262. Усиление вертикали (28.05)

263. Разработка (04.06)

264. Записки суфлера (11.06)

265. Последний штрих (18.06)

266. Лечение катаракты в эпоху раннего возрождения (25.06)

267. Общефедеральная песочница (02.07)

268. Рыба (09.07)

269. Искушение начинающего праведника (16.07)

270. Гений дзюдо (23.07)

271. Вам возвращая Ваш портрет (30.07)

272. На развалинах сверхдержавы (03.09)

273. Новый мальчик-с-пальчик (10.09)

274. Пышка (17.09)

275. Информационная война (24.09)

276. Должник и кредитор (01.10)

277. Шамбалалайка (08.10)

278. Творческий процесс (15.10)

279. Нет слов (22.10)

280. Уроки французского (29.10)

281. Операция Ы, или День всеобщего примирения (05.11)

282. Суд идет (12.11)

283. US tragedy (19.11)

284. Здравствуй, матушка зима (26.11)

285. Доктор Айболит (03.12)

286. Кто вы, г-н Путин? (10.12)

287. Большая семья, или Дети лейтенанта Шмидта (17.12)

288. Год сурка (24.12)

289. Карнавальная ночь (31.12)

### 2001
290. Генеральная репетиция (14.01)

291. Ванька (21.01)

292. Невыездные (28.01)

293. Брат III (04.02)

294. Живёт такой парень (11.02)

295. Тартюф (18.02)

296. Скупые рыцари (25.02)

297. Вид сверху (04.03)

298. Что делать (11.03)

299. Золотая лихорадка (18.03)

300. Опора на свои силы (25.03)

301. Праздничный итоговый вечер с куклами (01.04)

302. Неэффективный менеджмент (08.04)

303. Открытые письма, или Пошла писать губерния (15.04)

304. Судьба воробьёв в эпоху культурной революции (22.04)

305. Плата за страх (29.04)

306. Ужин (06.05)

307. Звёздные войны (13.05)

308. Фантомас разбушевался (20.05)

309. Одинокий президент желает познакомиться (27.05)

310. Республика ШКИД (03.06)

311. Не фонтан (10.06)

312. Игра в гольф (17.06)

313. Чайка в Вишнёвом саду (24.06)

314. Кто шагает по Москве (01.07)

315. Балканская пленница (08.07)

316. Дневник Каканского кинофестиваля (15.07)

317. G8 1/2 (22.07)

318. Большая перемена (02.09)

319. Председатель (09.09)

320. Захват (16.09)

321. Последний сеанс (23.09)

322. ER. Точечная хирургия (30.09)

323. Зелёное солнце пустыни (14.10)

324. Собачье сердце: история болезни (21.10)

325. Охота на олигарха (28.10)

326. Давосские казаки (04.11)

327. День примирения (11.11)

328. Дело из старинной жизни (18.11)

329. За стеклом (25.11)

330. Свинарь и пастух (02.12)

331. Прощание с Матреновкой (09.12)

332. Восточная сказка (16.12)

333. Маленькая трагедия (23.12)

334. Обыкновенный концерт (30.12)

### 2002
335. Хирургия (20.01)

336. Сердце ангела (27.01)

337. Прометей (03.02)

338. Последний герой (10.02)

339. Полуфинал (17.02)

340. Бэт Мэн (24.02)

341. TWIN PEAKS (03.03)

342. Политическая пьеса для механического пианино (10.03)

343. Особенности национальной работы (17.03)

344. Приключения титулованной особы (24.03)

345. Иногда они возвращаются (31.03)

346. Ошибка президента (07.04)

347. Либерализация Ы (14.04)

348. Тот, кто сидит в пруду (21.04)

349. Три богатыря (28.04)

350. Изнуренные нарзаном (19.05)

351. Неясная поляна (26.05)

352. Маленькая Вера, Большая Надежда (02.06)

353. Другие (09.06)

354. Футбольный бред (16.06)

355. Реконструкция (23.06)

356. Российская жуть (30.06)

357. Записки сумасшедшего (17.11)

358. Царскосельские сны, или Новый мировой порядок (24.11)

359. Женитьба почти по Гоголю (01.12)

360. Нос — Сон, или «Несбыточные сны семьи» (08.12)

361. Коммунист, или любовь к электричеству (14.12)

362. Сатурн почти не виден (22.12)

363. Дублёр (29.12)

## Реакция
В российских СМИ:

К «Куклам» можно относиться как угодно… но они стали забавной частью нашей довольно грустной жизни… Не надо быть профессиональным психологом, чтобы понимать: пародии, карикатуры не только не ослабляют позиции политических деятелей, а напротив, укрепляют их.
— «Вечерняя Москва»

«Куклы» — это и мерило популярности политиков… и своего рода «громоотвод», особенно в нынешней трудной ситуации.— «Общая газета»

В тяжёлые 90-е годы при Борисе Ельцине неплохим громоотводом служила сатирическая программа НТВ «Куклы». Кусачими были и аналитические программы. Деньги обесценились, заводы и нефтепромыслы прикарманили олигархи. Страна залезла в долги. Но в качестве моральной компенсации можно было вволю посмеяться над Ельциным, Хасбулатовым, Гайдаром, Коржаковым, Грачёвым, Березовским…— Вячеслав Костиков
В 1995 году на одной из встреч Виктору Черномырдину представили его куклу из телепередачи: политик сказал, что кукла получилась очень похожей.

### Цензура
- В июле 1995 года против создателей программы было возбуждено уголовное дело по статье 131 УК РСФСР: «Умышленное унижение чести и достоинства личности, выраженное в неприличной форме»[74][75][76][77]. Объектом преследования стал выпуск передачи в духе горьковской пьесы «На дне», в которой политики изображались в виде нищих, бездомных и попрошаек[78]. Дело было закрыто[76], а следующий вышедший сюжет был посвящён теме преследования программы. Через некоторое время премьер-министр России Виктор Черномырдин встретился со своей куклой, что широко освещалось в СМИ.
- В 1996 году газета «Красная звезда» опубликовала Открытое письмо Шендеровичу по поводу выпуска «Вывод войск из Чечни, или За что сняли Лебедя»[79].

## Закрытие программы
После вступления В. В. Путина в должность президента России НТВ стал усиленно преследоваться как канал оппозиционного олигарха Гусинского. По мнению Виктора Шендеровича, главным толчком мог стать сюжет «Крошка Цахес», в котором приход Путина к власти обыгрывался на сюжете сказки Гофмана. Путин представал в нём в виде уродливого карлика, которого по волшебству «телевизионной феи» (Березовского) все воспринимают как красавца. Шендерович считает, что Путин, как человек злопамятный и небольшого роста, воспринял этот сюжет как оскорбление (но как видно из списка выше, эта передача не стала последней в серии). Позднее он также рассказывал, что во время разговора тогдашнего руководства телеканала с главой кремлёвской администрации были чётко обозначены три пункта капитуляции НТВ: прекращение журналистских расследований о коррупции в Кремле, изменение информационной политики по освещению второй чеченской войны и исчезновение персонажа Путина из программы «Куклы».
В феврале 2000 года после показа выпуска «Крошка Цахес» ректор СПбГУ Людмила Вербицкая, декан юрфака этого же вуза Николай Кропачев и профессор Георгий Толстой в открытом обращении инициативной группы Санкт-Петербургского государственного университета призвали отдать под суд создателей передачи НТВ «Куклы» в связи с собственным возмущением относительно того, что в передаче «в совершенно неприличном и гротескном виде» были отображены российские политики и кандидат в президенты Владимир Путин в частности.
Вследствие развития событий вокруг дела НТВ в апреле 2001 года «Куклы» продолжили выход в эфир на этом телеканале с оставшимся коллективом постоянных авторов, но без Виктора Шендеровича: он покинул НТВ вместе с основным составом сотрудников телеканала (командой Киселёва). Согласно контракту с одним из производителей в лице французской компании SHK, программа «Куклы» до конца 2001 года должна была выходить только на канале НТВ и не переходить к другим вещателям. Некоторыми телевизионными критиками и зрителями стали часто высказываться мнения о падении качества выпусков программы и об изменении вектора сатиры в новых выпусках «Кукол», созданных без участия Шендеровича.
В середине 2002 года программа исчезла из эфира канала НТВ: как заявил Василий Григорьев, создатели решили взять небольшой тайм-аут в связи с подготовкой новых кукол и реконструкцией всей сетки вещания на НТВ. Выход программы был возобновлён в ноябре-декабре 2002 года: но теперь программа выходила в ночь с воскресенья на понедельник без повторов (ранее выпуски повторялись утром или вечером в понедельник, в том числе и с подзаголовком «На бис»). О данном факте в интервью «Комсомольской правде» говорил Василий Григорьев:

Правила образца 95-го года, по которым мы играли раньше, устарели. Подкидной дурак сменился — ну, скажем, преферансом. Игра стала более интеллектуальной. В 95-м Ельцин падал с моста и дирижировал оркестром, а Грачёв брал Грозный силами одного десантного полка. Старая гвардия сама писала нам сценарии. Эти люди были куклами больше, чем сами «Куклы». Но если тогда 9 из 10 персонажей узнавали 9 из 10 зрителей, то сегодня фигуры политического ряда узнают с напряжением. Половина страны не отличает Игоря Иванова от Сергея Иванова, а при появлении Кудрина спрашивает, кто это. Торговля харизмой как политическим товаром вышла из моды, надеюсь, надолго. Но, что хорошо для страны, плохо для «Кукол». И наоборот. Мы хотели взять паузу до конца года, чтобы модернизировать программу в соответствии с той реальностью, о которой мы только что говорили. Правда, эта пауза не была анонсирована, и зрители, привыкшие к «Куклам», стали задавать вопросы. Показалось, что проще вернуть программу в эфир, чем отвечать на звонки, трогательные письма и комментировать слухи.— 
Владимир Жириновский, выступая на одном из концертов Максима Галкина в рамках программы «А мне 26», в шутку заметил, что неоднократно предупреждал съёмочную группу «Кукол»: «Если мою куклу не уберут, то уберём передачу».
В начале 2003 года программа была окончательно закрыта из-за снизившихся рейтингов и резкой потери популярности в связи с уходом с канала Виктора Шендеровича. Падение рейтингов у телепередачи началось ещё с 2001 года: с канала НТВ ушла программа Евгения Киселёва «Итоги», в связке с которой «Куклы» всегда имели высокие рейтинги, а со сменившей её программой Леонида Парфёнова «Намедни» она изначально стилистически не состыковалась ввиду разницы в формате.

## Похожие программы

### В России
В дальнейшем выходил также «Театр кукол» по «Первому каналу», но стилистика передачи стала совершенно другой. В ней Михаил Леонтьев обсуждал ту или иную острую тему недели, и время от времени в кадре появлялись короткие ролики с куклами. Куклы, появлявшиеся в студии сбоку от позиции ведущего и в видеозарисовках, были взяты из программы, выходившей на НТВ.
С 4 октября 2004 по 3 июня 2005 года на канале ДТВ выходило кукольное шоу «Звёздная семейка», где куклами были уже звёзды российской эстрады и известные люди российского шоу-бизнеса — Алла Пугачёва, Филипп Киркоров, Анастасия Стоцкая, Максим Галкин, Верка Сердючка, Борис Моисеев и другие. Задумка программы с куклами медийных личностей была у Василия Григорьева ещё во время создания выпуска к 1 мая 1998 года («Кабаре»), в котором, помимо образов Пугачёвой и Киркорова, также участвовали Николай Фоменко, Владимир Пресняков-младший, Наташа Королёва, Игорь Николаев, Иосиф Кобзон.
Схожая идея сатирического изображения политики использовалась с 2005 по 2008 год на НТВ в телепрограмме «Реальная политика». В ней ведущий программы Глеб Павловский и его соведущие Максим Кононенко и Вячеслав Глазычев обсуждали ту или иную тему недели, связанную с российской и международной политикой. Между сюжетами показывали небольшой ролик, где российские политики изображались в компьютерном виде. Изображалось и тело без головы, которое говорило голосом, очень похожим на голос Путина. Схожесть с программой «Куклы» была в том, что в ней реальные политические личности изображались комически и затрагивали какую-нибудь важную российскую тему. В апреле 2008 года контракт Глеба Павловского с руководством НТВ истёк, и программу убрали из эфира.
С 15 ноября 2009 по 24 февраля 2013 года на «Первом канале» выходило пародийное анимированное шоу «Мульт личности». Режиссёр шоу Василий Пичул ранее принимал участие в создании телепередачи «Куклы». В сюжетах обыгрываются известные уже из новостей события, а их персонажи — знаменитости, среди которых и ведущие политики. Есть мнение, что «Мульт личности» является современным преемником программы «Куклы», однако другие считают, что, в отличие от программы «Куклы», актуальные проблемы государства и непосредственно российской политики в программе «Мульт личности» практически не обыгрывались, так как основной упор делался на звёзд эстрады и политиков из других стран мира — в частности, США, Украины и Грузии. По мнению Виктора Шендеровича, «это не пародия на „Куклы“, это симуляция сатиры».

### На постсоветском пространстве
На Украине с 10 сентября 2007 года на канале ТЕТ выходила «аналитично-информационная» передача «Пупсня» (автор и продюсер — Юрий Стыцковский), которая во многом аналогична «Les Guignols de l’info».
В Казахстане таким телешоу являлся — «Куклы KZ», выходивший на канале КТК с 2002 по 2006 год, а Азербайджане — «Kuklalar» («Куклалар», 2004) (последнее отличается от аналогов тем, что в нём участвовали только персонажи оппозиции; кукла президента — отсутствовала).
В Грузии в конце 1990-х аналогом был сатирический сериал «„Згхапари Упросебиствис“/Сказка для взрослых», в котором появлялись куклы, изображающие весь политический спектр государства (во главе с президентом Э. Шеварднадзе).

### В других странах
- В Австрии — «Telewisch’n» [1987-1989];
- В Аргентине — «Kanal K» [1990-1992];
- В Бразилии — «Agildo no País das Maravilhas[порт.]» [1987-1988], «Cabaré do Barata[порт.]» [1989-1990]; «Nas Garras da Patrulha[порт.]» [2001-2023]
- В Великобритании — «Spitting Image[англ.]» [1984-1996, оригинал] («Как вылитые» либо «По образу и подобию», дословно «Плюющийся образ» либо «Насаженный образ»). Кроме того, политические куклы дважды использовал в своем шоу Бенни Хилл (скетчи «Вестминстерские забавники» (The Westminster Funsters, 1971) и «Вестминстерские причуды» (The Westminster Follies, 1977));
- В Венесуэле — «Los Munecotes»;
- В Венгрии — «Uborka[венг.]» [1991-2002];
- В Германии — «Hurra Deutschland[нем.]» [1989-1992] и «Hurra Deutschland! — Jetzt erst recht» [2003-2004], в которой было меньше пародий на политиков, но больше — на звёзд шоу-бизнеса; [ныне на сайте «Немецкой волны» выходят выпуски пародийного (кукольного) шоу «Заповедник»];
- В Испании — «Los Munegotes» [1990-1991]; «Las noticias del guiñol[исп.]» [1995-2008] («Кукольные новости»);
- В Израиле — «Харцофим[ивр.]» («Хартсуфим»), в переводе «Гримасы»[14][148] [1996-2000];
- В Греции — «Фтистус» («Плюемся»)[149] [1994-1995]; «Эла стон Псалти» [1996];
- В Чехии — «Гумаци»[чеш.] («Резиновые куклы») [1994-1999];
- В Камеруне — «Les Guignols d’Afrique/Les Guignols Actu»;
- В Канаде — «What's New[англ.]» [1984-1989, отдельные эпизоды];
- В Колумбии — «Noticiero NP&[исп.]» [2010-2013];
- В Коста-Рике — «Doble Filo» [1997-1998];
- В Португалии — «Jornalouco» [1992-1993]; «Cara Chapada» [1993-1996]; «Контр-информасао[порт.]» [1996-2010] и «Контр-подер[порт.]» [2013]; «OS Bonecos» [2015]; «Do Contra» [2021-2022]; «O Contra» [2022];
- В Македонии — «Еднооки[макед.]» («Одноглазый») [2006-2008; 2012—2018; 2019-н.в.];
- В Мексике — «Los Clones» [2005];
- В Нидерландах — «Medialand» [1992-1996]; «Wat een poppencast!» [2016];
- В Никарагуа — «Los Hulosos» [2006-2008];
- В Новой Зеландии — «Public Eye» [1988-1989];
- В Норвегии — «Sett på maken[норв.]» [1996, закрылось из-за низких рейтингов];
- В Стране Басков — «Txoko-Latex» [1993-1994];
- В Эстонии — «Pehmed ja karvased[эст.]» («Мягкие и пушистые») [2001-2009; 2010; 2012—2013];
- В Индии — «Gustakhe Maaf»;
- В Индонезии — «Republik Mimpi» [1999-2007];
- В Италии — «Teste Di Gomma» [1987-1988]; «Gommapiuma[итал.]» [1992-1995] и «Gli Sgommati[итал.]» [2011-2013];
- В Иране — «Shabake Nim»;
- В Бельгии — «Les Décodeurs de l’info» [1990-1992];
- В Финляндии — «Itse Valtiaat[фин.]» [2001-2009];
- В Чили — «Los Toppins[исп.]» [1994-1996];
- В Швейцарии — «Les Bouffons de la Confédération[фр.]» («Шуты Конфедерации») [2008-2009];
- В Швеции — «Riksorganet[швед.]» [1998];
- В Турции — «Plastip Show» [1991-1994];
- В Ливане — «دمى قراطي» (Damaa Karatiatan);
- В Тунисе — «Ellougik Essiyasi[фр.]» [2011 — н.в.]; «Les Guignols du Maghreb» [2011-2014];
- В США — «D.C. Follies[англ.]» [1987-1989]; «Puppet Nation USA» [2014-2017];
- В Австралии — «Rubbery Figures[англ.]» [1984-1990];
- В Кении — «The XYZ Show[англ.]» [2009-н.в.];
- В ЮАР — «ZANEWS[англ.]» [2008-2015];
- В Сербии и Черногории — «Никад извини[серб.]» [2003-2005];
- В Болгарии — «Говорещи глави» [2005];
- В Польше — «Polskie zoo[пол.]» («Польский зоопарк») [1991-1994];
- В Японии — «Spitting Image Japan» [1994]

## Награды
- Победитель ТЭФИ-1996 в номинации «Телевизионное событие года»[150][151]